# 冒険ダン吉
『冒険ダン吉』（ぼうけんダンきち）は、講談社の少年向け雑誌『少年倶楽部』で連載された島田啓三の漫画作品。
厳密には挿絵に物語の付いた絵物語と呼ばれる形式である。

## 概要
1933年（昭和8年）より大日本雄弁会講談社（現:講談社）の雑誌「少年倶楽部」にて連載が始まる。ひょんなことから南の島の王となった勇気ある少年・ダン吉が、機転を利かして様々な敵に打ち勝っていく姿は痛快で、何もない未開の島において、樹木や動物たちといった自然の素材をユニークな発想をもって生かし、粛々と文明社会を打ち立てていく物語は、海外領土の開拓に邁進していた時代背景とマッチした。そのため、同誌において既に国民的な人気を博していた田河水泡の「のらくろ」と、その人気を二分するまでになるには、それほどの時間を要さなかった。連載は1939年(昭和14年)に最終回を迎える。
戦後になると、侵略主義を賛美し人種偏見を助長した漫画だということで、批判されることもあった。しかし一方で、社会の発展に不可欠なインフラ整備や教育などの施策を、子供が楽しくわかりやすいように学べるという側面があった。また、本作では現代の基準から見ると、差別的と思われる表現が使用されているが、当時の日本社会においてそれらは許容されているものであった。

## あらすじ
日本人の少年・ダン吉はネズミのカリ公と釣り舟に乗って眠っているうちに流されてしまい、はるか南の島に漂着した。そこで出会った蛮公（島の先住民）に捕らえられるが、カリ公の機転もあって逆に蛮公たちから王として尊敬される存在となる。ダン吉は彼らとともに、知恵を絞った文明を築いていく。

## 主な登場人物
ダン吉
日本人の少年。名前はこのように表記されるが、作中には「ダンは弾丸の弾」と書かれている箇所があり、本名は「弾吉」らしい。年齢や両親を除く家族設定などは不明。南の島で王となってからは、腰蓑と王冠に靴というスタイルで過ごすようになる。なぜかいつも腕時計をはめていた。
カリ公
ダン吉の親友で参謀役の黒ネズミ。人間の言葉が話せる。臨機応変なアイディアでダン吉のピンチを何度となく救う。
富士夫
ダン吉が日本にいた時の親友で、乗っていた船が難破し、漂着した無人島で猩猩（オランウータン）に囲まれて暮らしていたところを、ダン吉に助けられた。海賊から「ゾウの墓」の地図を奪ったり、ダン吉の遠征中にダン吉島を守るなどの活躍をする。ジラフ黒人帝国を救援した際に、幼帝を補佐するために同地に残り、ダン吉と別れる。
蛮公
蛮公はダン吉島の先住民で、真っ黒な肌に厚い唇が特徴的な種族である。「バナナ」「パイン」「ヤシ」などの名前があったが、ダン吉が王になったとき、「みんな見た目が同じで、名前を覚えられない」という理由で彼らの胸に白い塗料で番号を書き、それが作中での名前になった。挿絵では101号までの存在が確認でき、番号の他にも「〒」といった記号や「工」といった漢字が書かれた蛮公もいる。番号のついた蛮公はすべて大人の男であるが、たまに女や子供の蛮公も登場した。
1号
ダン吉が来るまでは酋長だった蛮公。当初、ダン吉を捕らえようとするが、逆に酋長の証である王冠を奪われ、カリ公の計略の前に降参し、ダン吉に仕えることになる。ダン吉が凸撃隊（ダン吉軍のエリート部隊）を選抜すると、その隊長に就任。ダン吉と常に行動を共にし、ダン吉の危機には他の誰よりも先に飛び出すほどの忠義を見せた。酋長だった頃の名残で、首の周りや両腕に装飾を付けている。最終回、ダン吉は王冠を1号の頭上に返し、日本に帰国する。
2号
凸撃隊のメンバーで、1号と同様にダン吉と行動を共にする機会が多かった。のちに子供たちの訓練や教育を目的として、自ら団長となって少年団を編成する。その功績でダン吉からコドモ大臣に任命された。
0号
ダン吉のワンタン軍討伐の留守に、ダン吉島に単身で乗り込んできた蛮公。ゾウをも投げ飛ばすほどの怪力を誇り、王冠を奪いとるなど、ダン吉たちをかなり苦しめるが、カリ公の計略の前に降参し「0号」としてダン吉に仕えることになる。動物学校の校長を任され、のちに動物大臣に任命される。
他の部族
ダン吉島にはダン吉王国の蛮公以外にも様々な蛮公が住んでいる。見た目は王国の蛮公とあまり変わらないが、身につけているものが多少違っていたりする。
クーロイ族
身体的特徴はダン吉王国の蛮公とほとんど変わらないが、腰ミノのかわりにスカートのようなものをはいている。当初、自分達の子供を救ったダン吉を、誤解から捕縛して殺そうとするが、後にダン吉に仕えることになる蛮公に攻められ退却する。その後ダン吉に逆に攻められて降参し、財宝を献上することになる。
ヤミ族
ここも身体的特徴はダン吉王国の蛮公とほとんど変わらない。ダン吉に無礼な手紙を送り挑発するが、遠征してきたダン吉軍に敗れ降参し服従する。
ブラック族
逆立つ毛のような飾りを頭に着け、太い腹とフンドシ姿が特徴的な種族。ダン吉王国の南にある草原を巡って紛争となる。投げ槍が得意な部族であったが、カリ公の発案したダチョウ戦車の前に敗れ、ダン吉王国はダン吉草原を獲得する。こうして一旦は講和するが、その後もことあるごとにダン吉王国に対して手を出してくる。
カンカラ族
カンカラ川に居住する水上部族。川を遊覧していたダン吉たちに襲いかかり、戦争となる。ダン吉軍は亀を利用した潜水艦を準備し、水中からの奇襲作戦でカンカラ族を破る。

## 書誌
- 雑誌連載版：『少年倶楽部』1933年（昭和8年）6月号～1939年（昭和14年）7月号
戦後、1967年に全作品を集めた「冒険ダン吉全集」が講談社から刊行された。また、1976年には同じく講談社の「少年倶楽部文庫」の一つとして全4巻で刊行されている。
- 単行本：『のらくろ』と同様の、布装丁・二色刷の単行本が『少年倶楽部』刊行元の講談社から刊行された。内容は雑誌連載版をベースに、描き下ろしのコマなどを加え、再構成したものであった。
  - 『冒険ダン吉』（1934年（昭和9年））-「漂流の巻」「王様の巻」「凸撃隊の巻」「海賊退治の巻」「失敗の巻」「滑稽文化の巻」を収録。
  - 『冒険ダン吉 大遠征』（1935年（昭和10年））
  - 『冒険ダン吉 無敵軍』（1938年（昭和13年））
- 電子書籍：2015年（平成27年）12月11日、ebookJapanより全4巻で電子書籍が有料配信されている。レイアウトは初版と同じで、また横書きも当時と同じ右書きだが、仮名遣いは現代仮名遣いに差し替えられている。

## 映像化
- 戦前から戦中にかけて玩具映画フィルムとして映像化されている。タイトルが確認されているものは下記の通り。

1. 『冒険ダン吉　漂流の巻』[1]
2. 『冒険ダン吉　重砲連隊の巻』[2]
3. 『冒険ダン吉　外人征伐』[3]
4. 『冒険ダン吉　歓迎野球大会』[4]
5. 『冒険ダン吉　大東京巡り』[5]
6. 『冒険ダン吉とポパイ　宝島探険』[6]
7. 『冒険ダン吉島のオリムピック大會』[7]

- 1959年10月28日から同年12月23日までNHKによって人形劇化され、『人形劇 ぼうけんダン吉』というタイトルでテレビ放送された[8]。

- また1960年2月1日から同年7月30日まで日本テレビでも人形劇化され、『ぼうけんダン吉』というタイトルで放送された。全156回。放送時間は月 - 土18:00 - 18:15（JST）で、4年半続いたドラマ『轟先生』の次番組として放送された。こちらは『ひょっこりひょうたん島』の「ひとみ座」が人形制作を担当した。主題歌は清水浩二が作詞、河向淑子が作曲をそれぞれ手掛け、上高田少年合唱団が歌を担当、キングレコードからシングルが発売された。提供は小学館と「愛媛県青果販売農業協同組合」（「えひめ飲料」の母体）が一日交代で提供した。余談だが、日本テレビでは本作が始まる前の1958年12月27日 - 1959年6月20日に、同じ島田原作の『探偵ダンちゃん』をドラマ化して放送した。

## 受賞歴
2000年度日本漫画家協会賞選考委員特別賞

## その他
- 作者の島田は海外に行ったことがなく、登場する動物もアフリカ・オーストラリア・アジアといろんな地域のものが同じ島に住んでいたりする。しかしそのようなものが許される大らかな時代でもあった。
- 作品の人気が出ると、読者の子どもたちが「冒険ダン吉ごっこ」をして困るという苦情が編集部に寄せられた。
- 高知県出身で1892年にミクロネシア・チューク諸島（トラック島）に移住し、島の酋長の娘と結婚した森小弁がダン吉のモデルとされることがある。
- 南の島の人々が劣った人種として描かれ、それを日本人が支配するという描写は、当時の日本の南進論や、東南アジアの植民地支配、大東亜共栄圏の思想、当時（欧米など民主主義国家も含め）世界各国を席巻していた優生学や植民地主義を象徴しているという意見が川村湊「コロニアリズムとオリエンタリズム　『冒険ダン吉』の地球儀」などで提出されている。
- 本作の連載中に支那事変（日中戦争）が勃発すると、昭和12年（1937年）12月号から3回に渡って、祖国日本を支援するためにダン吉軍が近く島にある中国人居留地に遠征するというエピソードが書かれた。このエピソードは「全集」と電子書籍には収録されているが、「少年倶楽部文庫」には収録されていない。
- 60年代にモノクロ制作でアニメ版のパイロットフィルムが作られていたがフィルムは発掘されていない。
- カリ公の顔は白目部分を除き真っ黒であったのだが、なぜか最終回だけ顔中央部が白くなっており、ほとんどミッキーマウスのようになっていた。